# Conus pagodus
Conus pagodus é uma espécie de gastrópode do gênero Conus, pertencente à família Conidae.

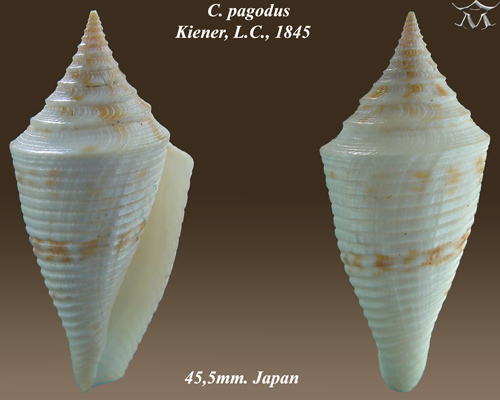
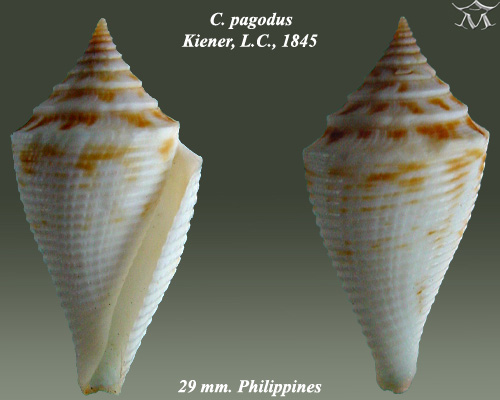